# Karl Kleist
Karl Kleist (ur. 31 stycznia 1879 w Miluzie, zm. 26 grudnia 1960 we Frankfurcie nad Menem) – niemiecki lekarz psychiatra, neurolog, neuropsycholog.
Syn Heinricha Kleista (1833–1917), urzędnika kolei państwowych, i Emilie Spiess (1845–1933). Studiował medycynę w Strasburgu, Heidelbergu, Berlinie i Monachium, gdzie w 1902 roku otrzymał tytuł doktora medycyny. Habilitował się w 1909 roku.
Kleist prowadził badania z zakresu zaburzeń czynności płatów czołowych, apraksji, akinezji, zajmował się psychozami – schizofrenią, zaburzeniem maniakalno-depresyjnym. Wprowadził do psychiatrii terminy jedno- i dwubiegunowy (niem. einpolig, zweipolig).
Jest twórcą teorii ścisłej, mozaikowej lokalizacji funkcji mózgowych, która bazowała na:
- udowodnionym histologicznym zróżnicowaniu poszczególnych obszarów kory mózgu ludzkiego,
- wyodrębnieniu w zachowaniu człowieka różnych, mniej lub bardziej rozwiniętych funkcji: pisania, czytania, chodzenia, które mogą być niezależnie od siebie zaburzone,
- przyporządkowaniu do niektórych obszarów mózgu ściśle określonych funkcji, w tym ruchów ciała do pola czwartego Brodmanna, wrażeń wzrokowych do pola osiemnastego itp.,
- danych histologicznych, wskazujących, że ukształtowane histologicznie pole mózgowe nie może ulec przebudowie: przekształceniu – podczas życia jednostki – w inne pole odmienne histologicznie.
- przekonaniu, że różne struktury histologiczne muszą pociągać za sobą różne funkcje.

## Wybrane prace
- Über zykloide Degenerationspsychosen, besonders Verwirrtheits- und Motilitätspsychosen. Archiv für Psychiatrie und Nervenkrankheiten 78, ss. 100–115, 1926
- Über zykloide, paranoide und epileptoide Psychosen und über die Frage der Degenerationspsychosen. Schweiz. Arch. Neurol. Psychiatr. 23, ss. 3–37, 1928
- Gehirnpatologie. Leipzig: Barth, 1934
- Sensory Aphasia and Amusia. The Myeloarchitectonic Basis. Oxford: Pergamon Press. 1962
- Die Gliederung der neuropsychischen Erkrankungen. Monatsschr. Psychiatr. Neurol. 125, ss. 526–554, 1953